# دوقلوها (فیلم ۱۹۲۳)
«دوقلو» (انگلیسی: The Twins (1923 film)) یک فیلم است که در سال ۱۹۲۳ منتشر شد.